# Torre de Doncos
A chamada Torre de Doncos localiza-se no fundo do vale, à margem do rio Navia, no concelho de As Nogais, província de Lugo, comunidade autónoma da Galiza, na Espanha.
Cercada por densa mata de carvalhos, nogueiras, castanheiros, cerejeiras, aveleiras, abrunheiros, macieiras, salgueiros e figueiras, habitat de esquilos, corças, javalis, raposas e lobos, trata-se do remanescente de um castelo medieval, conhecido como Fortaleza de Santo Agostinho ou Fortaleza da Grupa.

## História
A torre foi erguida na segunda metade do século XV e abandonada em 1603. Tinha função defensiva e o seu valor estratégico era o se encontrar no acesso à Galiza.
Os seus domínios pertenceram à família dos Valcarce. Doncos foi propriedade do adiantado maior da Galiza, García Rodríguez de Valcarce; no XV pertenceu ao conde de Ayala e à condessa de Monterrei. Entretanto, em 1603, quando era propriedade de Fernando de Toledo, já figura como torre abandonada.
Em nossos dias foi declarada como Bem de Interesse Cultural na categoria de monumento.

## Características
A atual torre constituía-se na antiga torre de menagem. Apresenta planta quadrada com 8 metros de lado e 24 metros de altura. Os grossos muros são em alvenaria de pedra, exceto nos perpianhos de algumas janelas. Os seus alicerces encontram-se escavados na rocha. Internamente divide-se em três pavimentos, além do subterrâneo, aberto na rocha viva.
Restam-nos apenas vestígios do traçado da primitiva muralha envolvente, com restos das torres cilíndricas que a amparavam.

## Lendas do castelo
Uma lenda local afirma que à época da Reconquista cristã da região aqui se pelejou com o inimigo mouro, usando até estacas, resto das lanças, como arma. Desde então, a povoação ostenta em seu brasão de armas cinco estacas de or em campo de gules.
É conhecida como Fortaleza da Grupa, de acordo com a tradição recolhida pelo historiador Manuel Amor Meilán, também por um feito à época da Reconquista: ainda estando estas terras ocupadas por tropas sarracenas, treze cavaleiros do Reino de Leão juraram proteger os peregrinos que viajassem para Santiago de Compostela. Ocorreu que um jovem casal foi atacado pelos mouros que raptaram, na garupa de um cavalo, a mulher. Os treze cavaleiros perseguiram os mouros, e estes ao verem-se atingidos, degolaram a jovem para evitar serem apanhados e que alguém ficasse com ela.